# Rüdiger Sterzenbach
Rüdiger Sterzenbach (* 7. Dezember 1946 in Dernbach (Landkreis Neuwied) bei Dierdorf) ist ein deutscher Wirtschafts- und Verkehrswissenschaftler, Sportfunktionär und Politiker (CDU). Er war Professor für Economics and Passenger Transport Management an der Hochschule Heilbronn, Präsident des Landessportbundes Rheinland-Pfalz sowie Vorsitzender der Sporthilfe Rheinland-Pfalz/Saarland und wirtschaftspolitischer Sprecher der CDU Rheinland-Pfalz.

## Leben
Rüdiger Sterzenbach studierte Volkswirtschaftslehre an der Philipps-Universität Marburg und schloss das Studium vorzeitig mit Sondergenehmigung als Diplom-Volkswirt ab. Er war Wissenschaftlicher Mitarbeiter am durch Erich Welter gegründeten Forschungsinstitut für Wirtschaftspolitik an der Johannes Gutenberg-Universität Mainz und promovierte zum Thema Paritätsänderung und Seeschifffahrt.
Von 1977 bis 2012 war er Professor für Volkswirtschaftslehre und Volks- und Betriebswirtschaftslehre des Personenverkehrs an der Hochschule Heilbronn mit den zeitweiligen Funktionen als Dekan, Studiendekan und Fachbereichsleiter. Er war u. a. Vorsitzender des Arbeitskreises der betriebswirtschaftlichen Fachbereiche an den Fachhochschulen in Baden-Württemberg und vertrat die Hochschule im Arbeitskreis Forschung an Fachhochschulen im zuständigen Ministerium.
Am 26. Januar 2012 wurde Rüdiger Sterzenbach in den Ruhestand verabschiedet. Rüdiger Sterzenbach war u. a. Mitglied des Beirats der Gesellschaft für Verkehrsbetriebswirtschaft (München).
Er war als Schlichter innerhalb des Verkehrsverbundes Rhein-Mosel und des Verkehrsverbundes Rhein-Nahe tätig. Sterzenbach begleitete über mehrere Jahre konzeptuell die Wissenschaftsstudie „ÖPNV-Transparenzregister“. Er war Sprecher des Beirats Fachbereich Verkehrsbetriebswirtschaft und Personenverkehr der Hochschule Heilbronn und ist Mitglied im Beirat Fachbereich Touristik / Verkehrswesen der Hochschule Worms. 2022 wurde er in den wissenschaftlich beratenden Beirat des „Instituts Logwert“, ehemals gemeinsames Forschungs-Kompetenzzentrum des Fraunhofer IAO und der Hochschule Heilbronn berufen.
Sein 2020 veröffentlichtes Buch Soziale Marktwirtschaft – Agenda 2030, Aufbruch in eine bessere ökonomische und ökologische Zukunft ist eine Streitschrift für die Revitalisierung der sozialen Marktwirtschaft. Für ausgewählte Bereiche von zentraler wirtschaftlicher Bedeutung werden Fehlentwicklungen aufgezeigt und Handlungsempfehlungen für eine ökonomische und ökologische Zukunft gegeben.
Neben seiner Hochschultätigkeit war Rüdiger Sterzenbach Mitgesellschafter der SZ-Verkehrsbetriebe. Die SZ-Verkehrsbetriebe wurden 2006 an den französischen Verkehrskonzern Transdev veräußert.
Er ist verheiratet und hat zwei Kinder.

## Ehrenamtliche Tätigkeiten
Er war Schatzmeister und wirtschaftspolitischer Sprecher der CDU Rheinland-Pfalz. Er führte ehrenamtlich als Geschäftsführer die Verlags- und Vertriebsgesellschaft der CDU Rheinland-Pfalz und deren Vermögen. Darüber hinaus war er über mehrere Jahre Kreisvorsitzender der CDU Kreis Neuwied, deren Ehrenvorsitzender er ist. Er saß für die CDU im Kreistag Neuwied und führte die Kreistagsfraktion. Zudem war er Vorsitzender einer Kreisorganisation der Europa-Union im Kreis Neuwied. Er ist zudem Mitglied im erweiterten Präsidium der Deutsch-Ukrainischen Gesellschaft für Wirtschaft und Wissenschaft e. V. DUG-WW.
Sterzenbach war Vorsitzender der Sporthilfe Rheinland-Pfalz/Saarland, die er mit gegründet hatte. Zudem war er Präsident des Landessportbundes Rheinland-Pfalz. Er war unter anderem Vorsitzender der Ständigen Konferenz der Landessportbünde sowie Mitglied im SWR–Rundfunkrat. Er ist Mitglied im Programmbeirat des Deutschen Regional Fernsehen (DRF 1).
In der Zeit seiner Präsidentschaft wurde der Studiengang Sportmanagement an der Hochschule Koblenz / Remagen eingeführt und das Aktionsbündnis Schulsport ins Leben gerufen, um die Bedeutung des Schulsports zu betonen. Sport wurde in die Landesverfassung aufgenommen, das Qualitätssiegel „Sport pro Gesundheit“ wurde eingeführt. Der „Pierre de Coubertin“ – Abiturpreis wurde erstmals verliehen, ein Öko-Check im Sportverein wurde erstmals angeboten. Es kam zu Rahmenvereinbarungen zwischen dem LSB und dem Land Rheinland-Pfalz für den Schulsport, das „Dream Team Rheinland-Pfalz“ zur Spitzensportförderung wurde ins Leben gerufen. In seiner Verantwortung als Präsident hat der Landessportbund Rheinland-Pfalz als erster Landessportbund in Deutschland Gender-Mainstreaming in seiner Satzung verankert.
Sterzenbach förderte in besonderem Maße die Partnerschaft des Landessportbundes mit dem Komitat Komárom-Esztergom in Ungarn. In Würdigung seiner Verdienste verlieh ihm der Minister für Jugend und Sport der Republik Ungarn den „Miksa Esterházy“.
Er war u. a. Schirmherr der Fair Play Tour d’Europe.
Für seinen Einsatz als Sportfunktionär ist er unter anderem mit dem Bundesverdienstkreuz am Bande, dem Certificat für Verdienste für den Sport in Europa, dem Sporthilfe Award der Stiftung Sporthilfe Rheinland-Pfalz und der Ehrenurkunde des Landessportbundes Thüringen für außergewöhnliche Verdienste um die Förderung des Sports in Thüringen, ausgezeichnet worden.
Rüdiger Sterzenbach war kurzzeitig ehrenamtlicher Geschäftsführer und Präsident der TuS Koblenz, zur damaligen Zeit ein Mitglied der 2. Fußball-Bundesliga.

## Ehrungen (Auszug)
- 2017: Certificat für Verdienste für den Sport in Europa (Europäischer Interregionale Pool des Sports)
- 2017: Sporthilfe Award der Stiftung Sporthilfe Rheinland-Pfalz
- 2017: Ehrenurkunde für außergewöhnliche Verdienste um die Förderung des Sports in Thüringen
- 2008: Ehrenbürger der Heimatgemeinde
- 2004: Bundesverdienstkreuz am Bande
- 2004: Sport-Obelisk des Innenministers RlP
- 2001: „Miksa Esterházy“ des Ministeriums für Jugend und Sport der Republik Ungarn
- 1988: „Mérite Européen“ der Luxemburger Stiftung „Mérite Européen“

## Werke (Auswahl)
- Soziale Marktwirtschaft – Agenda 2030, Aufbruch in eine bessere ökonomische und ökologische Zukunft. LIT Verlag, Berlin 2020. ISBN 978-3-643-14615-1
- mit Roland Conrady, Frank Fichert: Luftverkehr – Betriebswirtschaftliches Lehr- und Handbuch. 6. Auflage. De Gruyter Oldenbourg Verlag, Berlin, Januar 2019. ISBN 978-3-11-056329-0.
- unter Mitarbeit von Jörg Schwarzer: ÖPNV-Marketing, Ein Lehr- und Handbuch, 2. Auflage, HUSS Verlag, München 2001. ISBN 3-931724-46-8